# Wisława Szymborska
Wisława Szymborska-Włodek, Maria Wisława Anna Szymborska (n. 2 iulie 1923 – d. 1 februarie 2012) a fost o scriitoare poloneză. În anul 1996 a primit Premiul Nobel pentru Literatură. S-a născut in Prowent, care de atunci a devenit o parte a orașului Kórnik, iar mai târziu s-a mutat în Cracovia unde a locuit până la sfârșitul vieții. Ea a fost numită „Mozart al Poeziei”. In Polonia, vânzările cărților autoarei rivalizează cu cele ale celor mai cunoscuți prozatori, chiar dacă a remarcat într-unul din poemele sale, „Unii iubesc poezia” („Niektórzy lubią poezję”), că nu mai mult de doua persoane dintr-o mie sunt atinși de arta sa.
Szymborska a primit Premiul Nobel pentru Literatură „pentru un fel de poezie care permite, cu precizie ironică, contextelor istoric și biologic să se arate în fragmente de realitate umană”. Ea a devenit mai bine cunoscută pe plan internațional datorită acestei caracteristici. Opera sa a fost tradusă atât în engleză, cât și în alte limbi europene și arabă, ebraică, japoneză, chineză.

## Viața
Wisława Szymborska s-a născut pe 2 iulie 1923 la Prowent, în Polonia (care acum face parte din orașul Kórnik), iar părinții ei se numeau Wincenty and Anna (născută Rottermund) Szymborski. La vremea aceea, tatăl său era reprezentantul contelui Władysław Zamoyski, un polonez patriot. După moartea contelui Zamoyski din 1924, familia ei se mută la Toruń, iar în 1931 la Cracovia unde a trăit și a scris până la moartea sa.
La izbucnirea celui de-al doilea război mondial în 1939, ea și-a continuat educația participând la așa-numitele lecții clandestine („Tajne szkolnictwo” sau „tajne komplety”) care pregăteau tinerii pentru reconstrucția Poloniei după terminarea războiului. Din 1943, a fost angajat la căile ferate și a reușit să nu fie deportată în Germania ca muncitor silit. În timpul acestei perioade cariera ei ca artist a început cu câteva ilustrații pentru un manual de limba engleză. A început de asemenea să scrie povestiri și poeme ocazionale. Începând din 1945, a studiat literatură poloneză înainte de a trece la sociologie pe care a invățat-o la Universitatea Jagiellonă din Cracovia. Acolo a devenit parte din cercul scriitorilor locali unde l-a cunoscut pe Czesław Miłosz care a avut o influență destul de importantă asupra scriiturii sale. În mai 1945 a publicat primul său poem, „Szukam słowa” (Căutând cuvinte) în ziarul local Dziennik Polski. Poemele sale au continuat să fie publicate în ziarele locale de-a lungul câtorva ani. În 1948, a renunțat la studii fără sa obțină o diplomă din cauza condiției materiale precare; în același an, s-a căsătorit cu poetul Adam Włodek de care a divorțat în 1954 (au rămas apropiați până la moartea lui Włodek, în 1986), nu au avut copii. Înainte să se căsătorească, ea lucra ca secretară și ilustratoare la o revistă educațională bisăptămânală.
Prima sa carte urma să fie publicată în 1949, dar nu a trecut de testul cenzurii fiindcă „nu îndeplinea cerințele socialiste”. Cu toate astea, Szymborska, la fel ca mulți alți intelectuali din Polonia de după război, a aderat la ideologia oficială a Republicii Populare Polone (RPR) la începutul carierei sale, semnând o petiție politică pe 8 februarie 1953 care condamna preoții polonezi acuzați de trădare în procesul-farsă stalinist de la Cracovia. Opera sa de început promovează teme socialiste, exemplu este volumul său de debut 'Dlatego żyjemy (Pentru asta trăim) care conținea poeziile „Lenin” și „Młodzieży budującej Nową Hutę” (În cinstea tinerilor care construiesc Nowa Huta), despre construcția unui oraș industrial stalinist de lângă Cracovia. A devenit membru al partidului conducător Partidul Muncitoresc Unit Polonez.
Asemenea multor intelectuali comuniști apropiați la început de ideologia oficială a partidului, Szymborska s-a înstrăinat treptat de ideologia socialistă și a renunțat la opera sa cu temă politică. Chiar dacă se retrage din partid abia în 1966, ea începuse să intre in contact cu dizidenți. În preajma anului 1957 se împrietenește cu Jerzy Giedroyc, editorul ziarului polonez foarte influent, Kultura, care își avea sediul la Paris și la care contribuie în același timp cu articole. În 1964, se opune unui protest susținut de comuniști împotriva intelectualilor independenți, cerând în schimb libertate de exprimare.
În 1953, Szymborska se alătură personalului revistei literare „Życie Literackie” (Viață Literară), unde a continuat să lucreze până în 1981, iar din 1968 a condus propriul editorial cu recenzii de cărți, numit „Lektury Nadobowiązkowe”. Multe dintre eseurile ei din această perioadă au fost publicate mai târziu într-o carte. Din 1981 până în 1983, a fost editor al revistei lunare din Cracovia „NaGlos”(OutLoud). În anii 1980, și-a intensificat activitățile de opoziție, contribuind la Samizdat, o acțiune dizidentă a publicației Arka sub pseudonimul „Stańczykówna”. Ultimul volum publicat în timp ce Szymborska era încă în viață, Dwukropek, a fost ales cea mai bună carte a anului 2006 de către cititorii Gazetei Wyborcza. Ea a tradus, de asemenea, literatură franceză în polonă, în special poezie barocă si operele lui Agrippa d'Aubigné . În Germania, Szymborska a fost asociată cu traducatorul ei Karl Dedecius, care a făcut multe pentru a promova lucrările ei acolo.

## Moartea
Wislawa Szymborska a murit pe 1 februarie 2012 la 88 de ani, în casa ei din Cracovia. Asistentul ei personal, Michał Rusinek, a confirmat informația și a spus că ea a "murit în pace dormind". A fost înconjurată de prieteni și rude în momentul acela. Ministrul de Externe, Radek Sikorski a descris moartea ei pe Twitter ca o "pierdere ireparabilă pentru cultura poloneză".
Ea a lucrat la poezii noi chiar până în momentul morții sale, deși a fost în imposibilitatea de a-și organiza eforturile finale într-o carte așa cum și-ar fi dorit-o. Ultima poezie a fost publicat mai târziu în același an.

## Teme
Ea a scris pentru cititorii săi fideli, dar și pentru cei care deschid ocazional o carte de poezie. Titlul unui volum, „Întrebări pe care mi le pun mie însămi”, reflectă perfect natura poeziei sale. Toate poemele din acest volum constau într-o serie de întrebări, de obicei de natură filozofică, pe care poeta și le pune ei înseși. Privește istoria umanității și progresul dintr-o perspectivă cosmică și cu ironie.
În poeziile sale, ea pune întrebări legate de sensul și scopul tuturor eforturilor și experiențelor oamenilor. Szymborska vede ființele umane ca fiind subiecte ale legilor istorice si biologice inevitabile care le pun la încercare speranțele și aspirațiile.
Szymborska a folosit frecvent tehnici literare ca precizia ironică, paradoxul, contradicția și atenuarea, pentru a ilumina teme filosofice și obsesii. Multe dintre poemele sale vorbesc despre război și terorism. Totuși, este important de remarcat ambiguitatea poeziei sale. Deși poezia ei a fost influențată de experiențele proprii, continuă să fie relevantă în timp din punct de vedere cultural. Ea a scris din puncte de vedere neobișnuite, de exemplu, o pisică în apartamentul gol al proprietarului său mort. Reputația ei are la bază un volum de opere relativ mic, mai puțin de 350 de poezii. Când a fost întrebată de ce a publicat atât de puține poezii, ea a spus: "Am un coș de gunoi la mine acasă".

## Cultură pop
Poemul „Nimic de două ori”, transformat într-un cântec de compozitorul Andrzej Munkowski și interpretat de Lucja Prus în 1965 face cunoscută poezia ei în Polonia, cover-ul după „Nimic de două ori” al cântărețului de rock Kora a fost un hit în 1994.
Poemul „Dragoste la prima vedere”, a fost folosit în filmul „Turn left, turn right”, în care joacă Takeshi Kaneshiro și Gigi Leung.
Trei culori: Roșu, un film regizat de Krzysztof Kieślowski, a fost inspirat de poemul său, „Dragoste la prima vedere”.
În ultimii ani, Szymborska a colaborat cu trompetistul polonez de jazz Tomasz Stanko care i-a și dedicat discul său „Wislawa”(ECM, 2013) inspirându-se în compozițiile lui din colaborarea lor și poezia ei.

## Opera
1952: Dlatego żyjemy
1954: Pytania zadawane sobie
1957: Wołanie do Yeti
1962: Sól
1966: 101 wierszy
1967: Sto pociech
1967: Poezje wybrane
1972: Wszelki wypadek
1976: Wielka liczba
1986: Ludzie na moście
1989: Poezje:
1992: Lektury nadobowiązkowe
1993: Koniec i początek
1996: Widok z ziarnkiem piasku
1997: Sto wierszy – sto pociech
2002: Chwila
2003: Rymowanki dla dużych dzieci
2005: Dwukropek
2009: Tutaj
2012: Wystarczy
2013: Błysk rewolwru

## Cărți traduse în limba română
- Versiunea întâmplărilor traducere de Passionaria Stoicescu și Constantin Geambașu (Tracus Arte, 2018, ISBN: 9786066649681)
- Portret din memorie - Antologie de poezii traducere de (Lider, 2014, ISBN: 9789736293399)
- Poezii alese traducere de Nicolae Mares (Editura Prut, 2006, ISBN: 978-9975-698-41-2)